# 俄罗斯帕罗迪亚诱饵无人机
俄罗斯帕罗迪亚诱饵无人机（Пародийный дрон,parodiya  UAVs ）是俄乌战争中，俄罗斯在对乌克兰的远程攻击中部署新型廉价诱饵无人机，旨在识别并消耗乌克兰的防空系统。这些新型无人机通常不携带爆炸物或只携带少量爆炸物，其设计目的是充当诱饵或侦察平台。

## 历史[1]
2024年7月26日，路透社披露俄罗斯部署廉价无人机定位乌克兰防空系统。2024年10月10日，两架这样的无人机坠落在摩尔多瓦。同年11月11日乌克兰情报局公布了一些坠落无人机的相关照片。
帕罗迪亚诱饵无人机是乌克兰方对其的命名，俄罗斯方的名称仍不详。
这些廉价诱饵无人机的部署，反映了俄罗斯在无人机战术上的调整，试图以成本效益更高的方式削弱乌克兰的防空能力，并收集其防空部署的情报。

## 识别与发现
- 乌克兰国防情报局已经识别出“帕罗迪亚”是俄罗斯主要使用的诱饵无人机之一。[4]
- 2024年10月，两架“帕罗迪亚”无人机坠落在摩尔多瓦境内，进一步证实了其存在和使用。[5]

## 主要用途[6]
- 侦察与定位防空系统： 携带有摄像头和乌克兰手机SIM卡，用于回传图像，以确定乌克兰机动部队和防空设施的部署位置、机枪阵地等。
- 诱饵： 外观与常规攻击型无人机（如“沙赫德-136”/“天竺葵-2”）非常相似，或能通过特定技术模仿其雷达信号，诱使乌克兰防空系统开火，从而暴露其位置并消耗其昂贵的防空导弹。
- 心理战：俄罗斯每日发射无人机数量增加的消息引起了许多乌克兰人的担忧。当然，更令人恐惧的是，乌克兰正遭受着上百架潜在的“沙赫德”无人机的攻击，每一架都能绕过防空系统，击中目标。只有到那时，人们才会意识到其中有多少只是没有弹头的诱饵。

## 物理特性与设计[7]
- 材料： 主要由泡沫塑料和胶合板等廉价材料制成，这使得其制造成本极低。尽管结构“原始”，但某些发现的机体残骸的质量高于简单的胶合板无人机。
- 尺寸与重量： 大小明显小于“见证者-136”/“天竺葵-2”。
- 隐身性： 通过使用龙博透镜（Luneburg lens），这些无人机在雷达上能够模仿更大型的攻击型无人机，使其难以区分真假目标。
- 飞行高度： 能够飞行在1000米（约3000英尺）的高度，超出机枪和自动步枪的有效射程。

## 成本与生产[8]
极低成本： 每架无人机的成本可能只有约10,000美元，而其内部电子元件成本估计仅为100-200美元，最昂贵的部分是发动机。这远低于击落它们所需的防空导弹成本。
部件来源： 根据残骸分析尽管结构简单，但俄罗斯无法完全自主生产这些无人机。
其飞行控制器模块包含来自：
- 中国（Ebyte, Jiashan Jinchang Electron, Yangzhou Yangjie Electronic  Technology）、
- 美国（Texas Instruments, Cypress Semiconductor, InvenSense）、
- 瑞士（STMicroelectronics）
- 台湾（SONiX Technology）等国家和地区的组件。

## 部署战术与效果
- 批量部署： 俄罗斯经常成群结队地使用这些无人机，有时与常规攻击型无人机混合使用，以饱和乌克兰的防空系统。
- 使用频率： 在2024年10月，俄罗斯对乌克兰使用了超过2000架无人机，其中大约一半是诱饵或假目标。2024年11月11日的报道指出，俄罗斯已发射约1000架诱饵无人机。
- 效果评估： 尽管诱饵无人机的使用增加了目标数量，但根据乌克兰总参谋部的数据，2024年10月俄罗斯无人机命中目标的效率仅提高了约1.65%（相对于7月），这表明诱饵战术并未显著提升整体打击效果，但确实消耗了乌克兰的防空资源。